# Chamaedorea ernesti-augusti
Chamaedorea ernesti-augusti är en enhjärtbladig växtart som beskrevs av Hermann Wendland. Chamaedorea ernesti-augusti ingår i släktet Chamaedorea och familjen Arecaceae. Inga underarter finns listade i Catalogue of Life.

## Bildgalleri

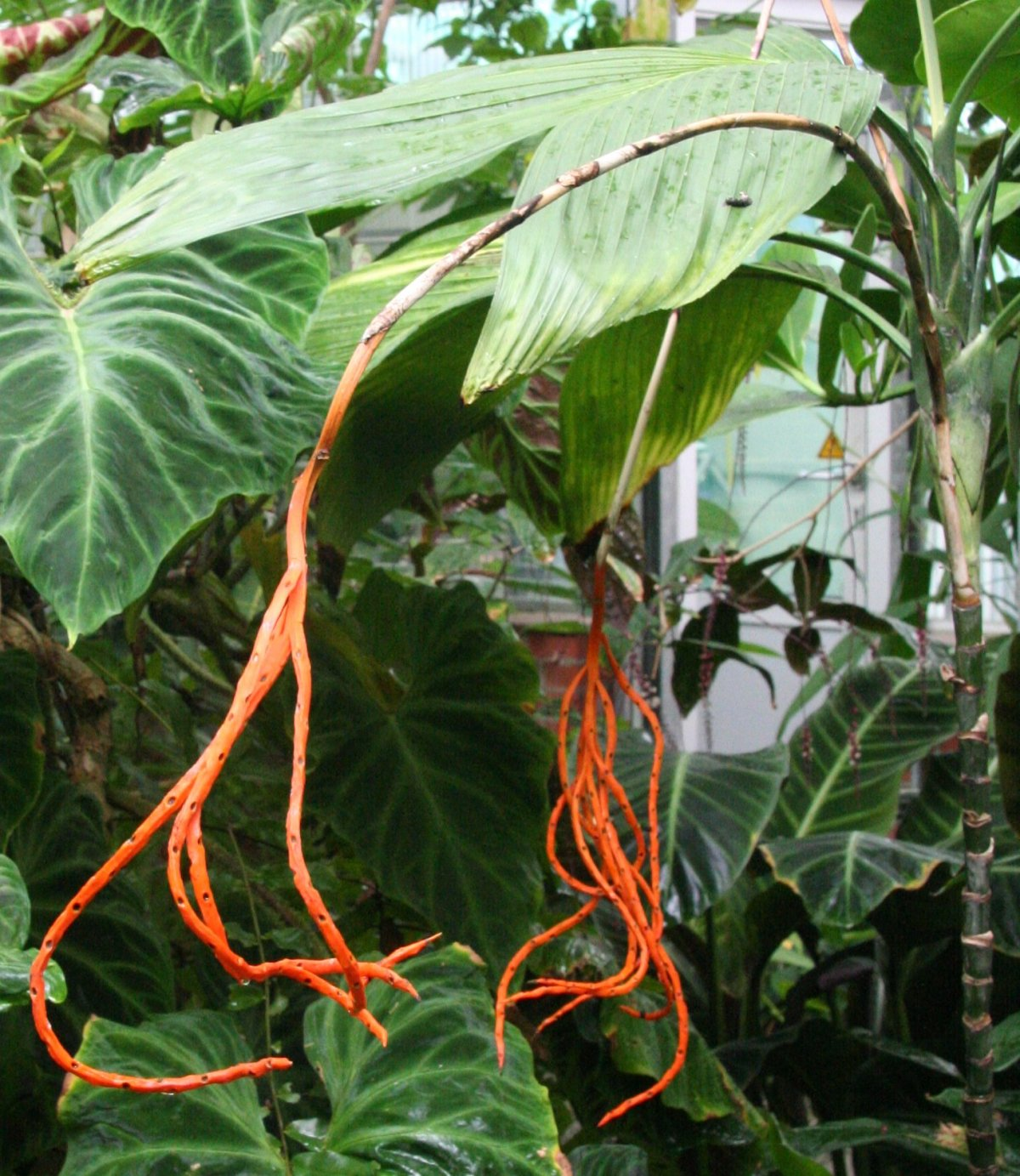
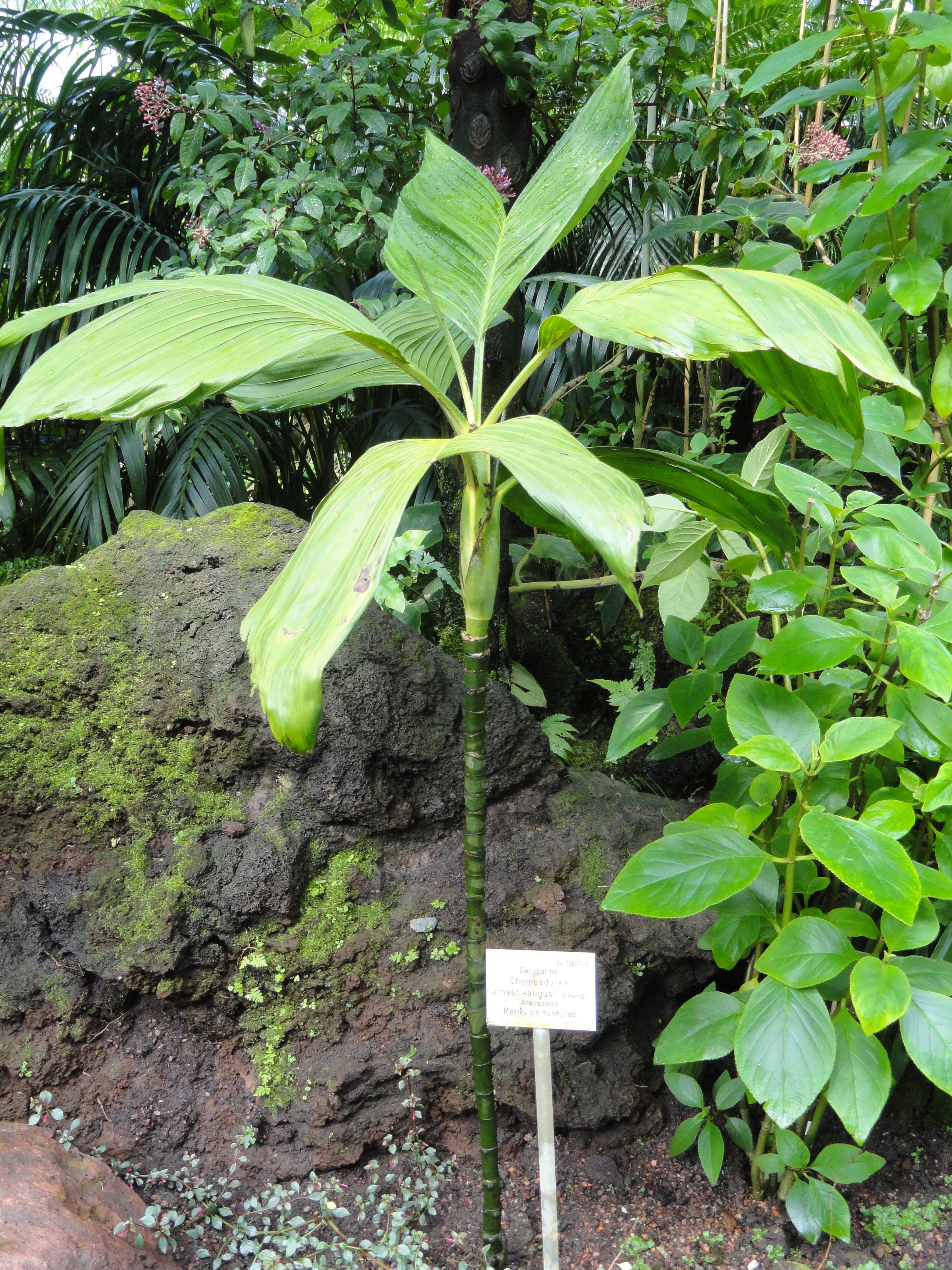